# Dicladocera macula
Dicladocera macula är en tvåvingeart som först beskrevs av Macquart 1846.  Dicladocera macula ingår i släktet Dicladocera och familjen bromsar. Inga underarter finns listade i Catalogue of Life.